# 피드몬트 (열차)
피드몬트(영어: Piedmont)는 미국 노스캐롤라이나주 롤리 롤리 역에서 노스캐롤라이나주 샬럿 샬럿 역까지 운행되는 도시철도 열차이다.

## 역사 및 현황
노스캐롤라이나주는 캐롤리니안 열차가 성공을 거두게 되면서 롤리 ~ 샬럿을 오가는 철도를 구상했다. 1990년에 5대의 객차와 2대의 디젤 기관차를 사용을 승인했다. 1992년에 최초로 운행에 들어갔다. 이후 1995년에 최초로 운행에 들어갔다. 2011년에 노스 카운티 트랜짓 디스트릭트, 암트랙, 노퍽 서던 철도가 노스캐롤라이나 철도를 운행하기 위해 계약을 했다.

## 운행 노선

암트랙 피드몬트 노선도 (interactive map)

## 사진

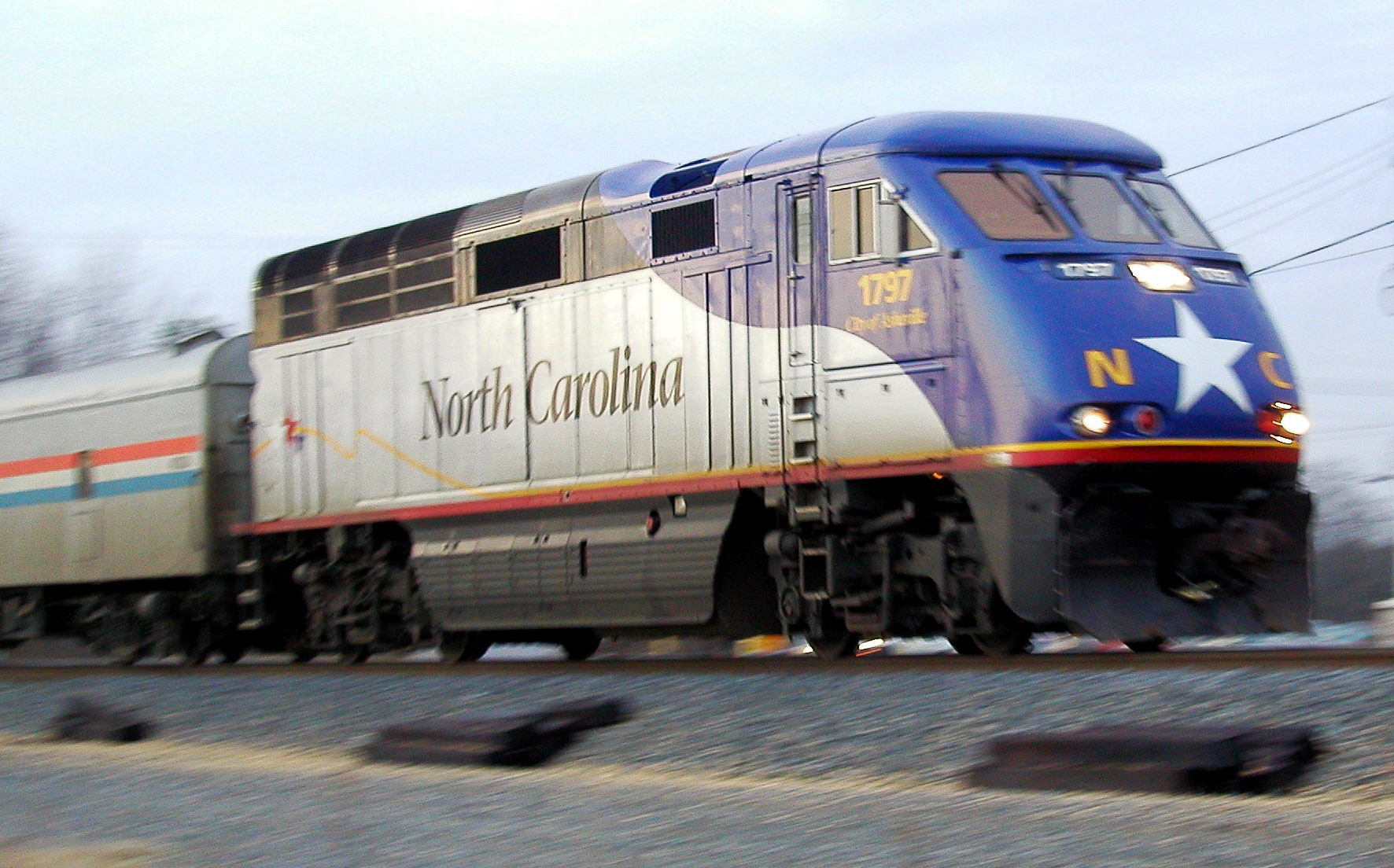
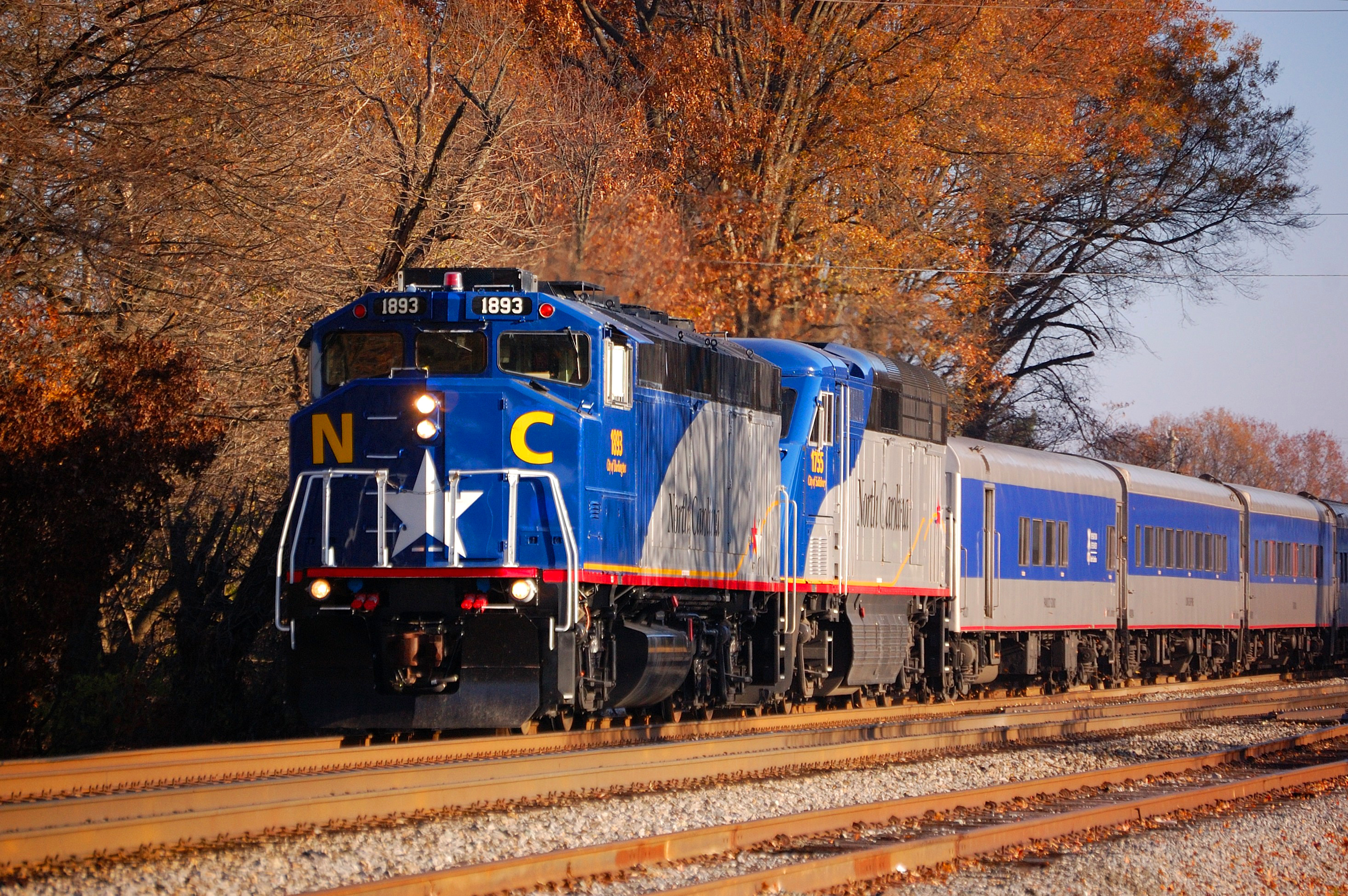
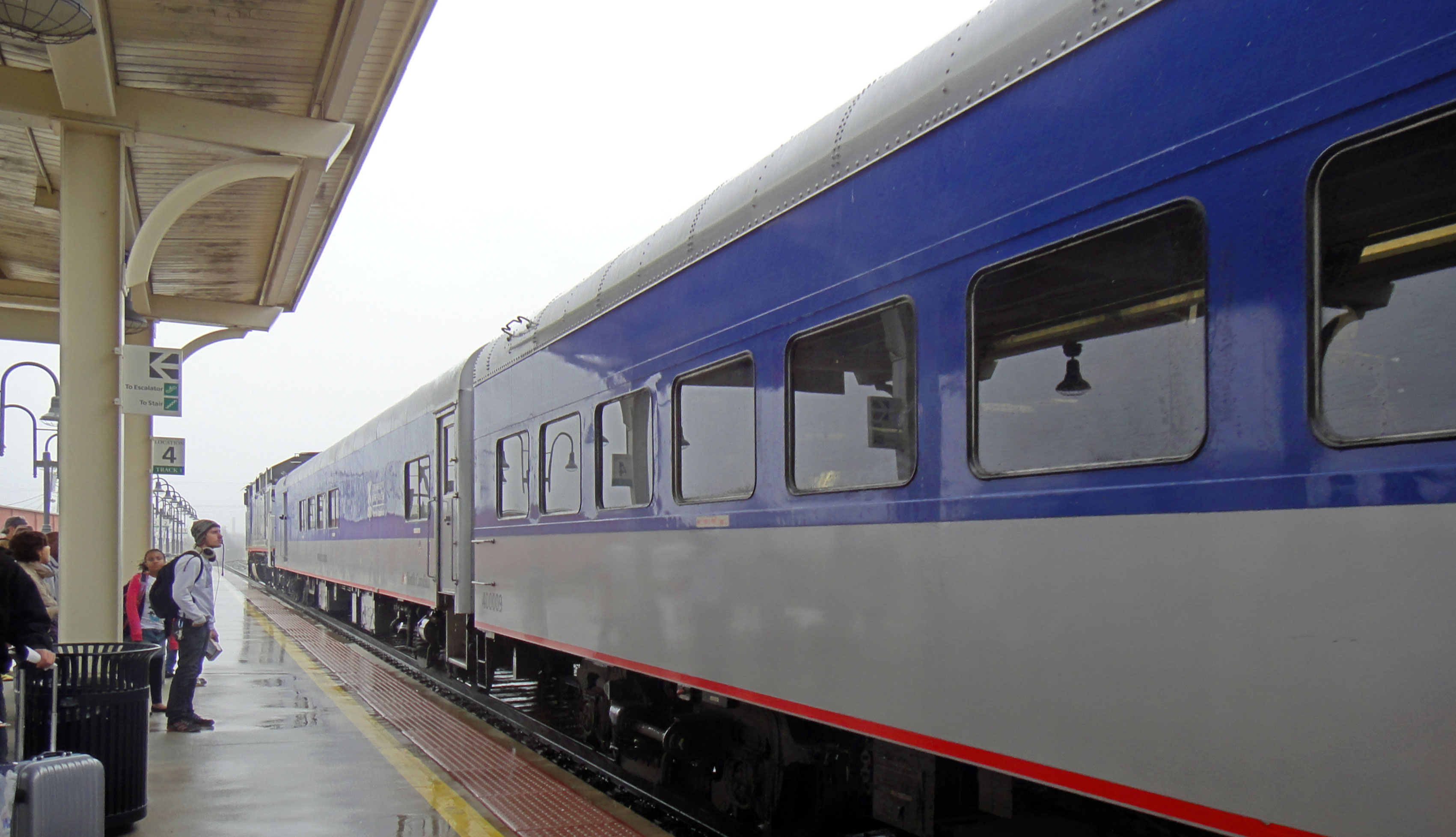
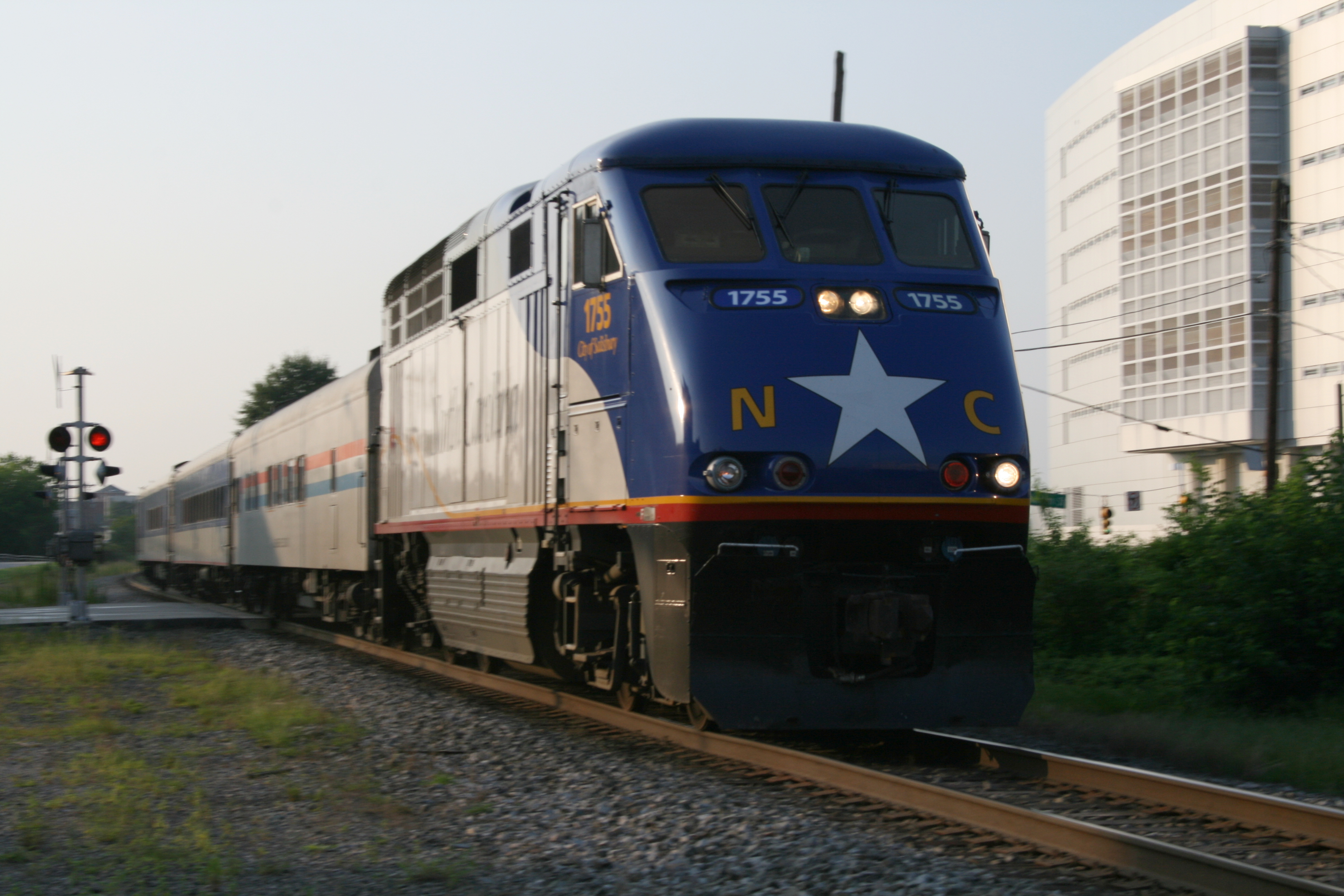